# Ectactolpium garypoides
Ectactolpium garypoides är en spindeldjursart som beskrevs av Beier 1947. Ectactolpium garypoides ingår i släktet Ectactolpium och familjen Olpiidae. Inga underarter finns listade i Catalogue of Life.